# Романьези, Анри
Анри Шарль Луи Романьези (фр. Henri Charles Louis Romagnesi; 1912—1999) — французский миколог.

## Биография
Анри Романьези родился 7 февраля 1912 года в Париже. С 1927 года был знаком с Роже Эймом в Парижском музее естественной истории, в 18 лет стал членом Французского микологического общества. Учился искусству, с 1935 года был  агреже  по грамматике и профессором французского языка и древних языков.
В 1937 году Романьези был избран в дирекцию Французского микологического общества. На протяжении многих лет он работал секретарём, а затем — президентом этой организации.
Романьези издал несколько таксономических монографий нескольких крупных родов макромицетов, в том числе сыроежек и энтолом.
18 января 1999 года Анри Романьези скончался.

## Некоторые научные работы
- Romagnesi, H. (1941). Les rhodophylles de Madagascar. 164 p.
- Kühner, R.; Romagnesi, H. (1953). Flora analytique des champignons supérieurs. Agarics, Bolets, Chanterelles. 554 p.
- Romagnesi, H. (1967). Les russules d'Europe et d'Afrique du Nord. 998 p.
- Romagnesi, H.; Gilles, G. (1979). Les rhodophylles du Gabon et de la Côte d'Ivoire. 649 p.

## Некоторые виды, названные в честь А. Романьези
- Agaricus romagnesii Wasser, 1977
- Amanita romagnesiana Tulloss, 2000
- Boletus romagnesianus Hlavácek, 1997
- Cantharellus romagnesianus Eyssart. & Buyck, 1999, nom. nov.
- Conocybe romagnesii Hauskn. & G.Moreno, 2005
- Coprinus romagnesianus Singer, 1951
- Entoloma romagnesianum Courtec., 1984, nom. nov.
- Entoloma romagnesii Noordel., 1979
- Lactarius romagnesii Bon, 1979, nom. nov.
- Mycena romagnesiana Maas Geest., 1991
- Russula romagnesiana Shaffer, 1964